# Cegielsko
Cegielsko – wieś w Polsce położona w województwie wielkopolskim, w powiecie grodziskim, w gminie Rakoniewice.
W okresie Wielkiego Księstwa Poznańskiego (1815-1848) miejscowość wzmiankowana jako Cegielnia Olendry należała do wsi mniejszych w ówczesnym powiecie babimojskim rejencji poznańskiej. Cegielnia Olendry należała do rakoniewickiego okręgu policyjnego tego powiatu i stanowiła część majątku Tłoki, który należał wówczas do A. Gajewskiego. Według spisu urzędowego z 1837 roku Cegielnia Olendry liczyła 60 mieszkańców, którzy zamieszkiwali 9 dymów (domostw).
W latach 1975–1998 miejscowość administracyjnie należała do województwa poznańskiego.

## Znani mieszkańcy
W 1910 dom w Cegielsku kupił dom Michał Drzymała. 
Z Cegielska pochodził Zenon Zając, jeden z górników kopalni Wujek zabitych w trakcie jej pacyfikacji po wprowadzeniu stanu wojennego 16 grudnia 1981 roku.